# 西日本短期大学
西日本短期大学（日语：／ Nishinippon Tanki Daigaku、Nishinihon Tanki Daigaku *），简称西短（にしたん），是一所位于日本福冈县福冈市中央区的私立短期大学。

## 概要

### 简介
- 学校最早可以追溯到1947年[1]。短期大学为于1957年开办[1]、由学校法人西日本短期大学经营。

### 历史
- 1957年 九州劳动短期大学成立并同时设置法科第一部和第二部于直方市[1]。
- 1959年 九州劳动短期大学改校名为西日本短期大学[1]。
- 1962年 校园迁到八女市[1]。
- 1967年 景观设计科[注 4]成立[1]。
- 1973年 法科的校园迁到福冈市中央区[1]。
- 1984年 景观设计科[注 4]校园迁到福冈市中央区[1]。
- 1993年 二丈校园成立于丝岛郡丝岛町[注 5][1]。
- 2003年 社会福利学科成立[1]。
- 2005年 保育学科成立[1]。
- 2006年 景观设计科[注 4]改编为绿化环境学科[注 1][1]。
- 2007年 法科改编为法学科[1]。
- 2008年 健康体育交流学科[注 2]成立[1]。
- 2011年 传播媒体推广学科[注 3]成立[1]。

### 宪章
- 请参看西日本短期大学的标志 （页面存档备份，存于） （日語） 2013年11月23日阅览。

## 学校环境
- 福冈校区：在福冈县福冈市中央区
- 丝岛校区：在福冈县丝岛市

## 历任校长
- 宇贺田顺三：第一代短期大学校长[1]
- 沟口虎彦：现在短期大学校长[2]

## 组织

### 学科
- 法学科
  - 第一部
  - 第二部
- 绿化环境学科[注 1]
- 社会福利学科
- 保育学科
- 健康体育交流学科[注 2]
- 传播媒体推广学科[注 3]

### 专科
| - 没有 |

### 业余课程
| - 没有 |

### 附属学校
| - 高等学校 |

### 附属机关
| - 图书馆 |

## 相关链接
- 日本短期大学列表
- 北九州短期大学：已停办